# Volker Herrmann
Volker Herrmann (* 31. Mai 1967 in Schwabach) ist ein deutscher Mittelalterarchäologe und Bauforscher.

## Werdegang
Herrmann studierte von 1988 bis 1994 an der Otto-Friedrich-Universität Bamberg Archäologie des Mittelalters und der Neuzeit, Vor- und Frühgeschichte, Volkskunde und Denkmalpflege. Zu seinen akademischen Lehrern zählen Walter Sage, Björn-Uwe Abels und Klaus Guth. Den Abschluss eines Magister Artium erwarb er mit dem Thema Ergebnisse der stadtkernarchäologischen Untersuchungen im Randbereich der hochmittelalterlichen Stadt Haßfurt a. Main.
Die Promotion legte er 1999 bei Ingolf Ericsson am Bamberger Lehrstuhl für Archäologie des Mittelalters und der Neuzeit ab. Die im Jahr 2001 im Druck veröffentlichte Dissertation behandelt Ergebnisse eines vom Land Sachsen-Anhalt finanzierten Forschungsprojektes zur Entwicklung von Halle (Saale) im Mittelalter. Das Landesforschungsprojekt war von Herrmann als wissenschaftlicher Mitarbeiter am Institut für Prähistorische Archäologie der Martin-Luther-Universität Halle-Wittenberg (Klaus-Dieter Jäger) 1996 bis 1999 geleitet worden. Die Arbeit legte neue Grundlagen für die weitere Erforschung der früh- und hochmittelalterlichen Stadtentwicklung von Halle und Giebichenstein sowie des mittelalterlichen Salzwirkerhandwerks in der Region.
Neben der Tätigkeit als Wissenschaftler ist Herrmann in der akademischen Lehre tätig, so in Bamberg und Essen sowie an der Berner Fachhochschule (BFH) und an der Gewerblich Industriellen Berufsschule Bern (gibb).

## Wirken

### Grabungsprojekte
Während und nach seinem Studium war Herrmann auf zahlreichen archäologischen Ausgrabungen des Bayerischen Landesamtes für Denkmalpflege leitend tätig, u. a. in Bamberg (Am Kranen, Lugbank, Maxplatz), Goldkronach (Goldbergbau), Haßfurt a. Main (Deutsche Schule an der Engelmeßgasse), Scheßlitz (mittelalterliche Wüstung) und Wunsiedel (Anwesen Breite Straße 3).
Nach dem Studium führte sein beruflicher Weg in die Bodendenkmalpflege Sachsen-Anhalts. Dort zeichnete er 1994 bis 1996 sowie 2004 bis 2006 für das dortige Landesdenkmalamt als wissenschaftlicher Leiter innerstädtischer Grabungsprojekte zur Mittelalter- und Neuzeitarchäologie verantwortlich. Wichtige neue Beiträge zur Erforschung der mittelalterlichen Bau-, Siedlungs- und Kulturgeschichte im Süden Sachsen-Anhalts haben die Projekte an der Marktgasse in Weißenfels, an der Stadtbefestigung Querfurt sowie am Trödel und auf dem Marktplatz von Halle (Saale) geliefert. Hervorzuheben sind insbesondere die dortigen hervorragenden Erhaltungsbedingungen für organische Bau- und Siedlungsreste. Die Resultate sind allesamt gut zugänglich publiziert.

### Museumsarbeit Hilpoltstein
Im Jahr 2000 wechselte Herrmann für insgesamt vier Jahre an das städtische Museum in Hilpoltstein/Mittelfranken. Unter seiner Ägide wurde das dortige neue bauhistorische und stadtgeschichtliche Museum „Schwarzes Roß“ eingerichtet. Nicht zuletzt dank einer parallel dazu ins Leben gerufenen Schriftenreihe hat sich die Einrichtung unter den nichtstaatlichen Museen in Bayern etabliert und macht mit vielfältigen Sonderausstellungen auf sich aufmerksam. In der Reihe erschienen sind bislang Bände zum historischen Holz- und Steinbau, zur Baugeschichte der Burg und der Residenz Hilpoltstein. Parallel zur Museumsarbeit wurde in enger Kooperation mit dem Institut für Archäologie des Mittelalters und der Neuzeit der Universität Bamberg die Erforschung der frühmittelalterlichen Niederungsburg Greuth bei Greding-Obermässing vorangetrieben.

### Untere Denkmalbehörde Duisburg
2006 wurde Herrmann in das Amt des Stadtarchäologen von Duisburg am Rhein berufen. Während seines fünfjährigen Wirkens konnte die seit den 1980er Jahren fest in der Stadtverwaltung verankerte Bodendenkmalpflege auf ein neues Fundament gestellt und personell deutlich verstärkt werden (z. Z. drei Archäologen und drei technische Kräfte). Schwerpunkte seiner Arbeit lagen auf dem öffentlichen Dialog zwischen Unterer Denkmalbehörde, Wissenschaft, städtischen Behörden und Bauherrn mit ihren unterschiedlichen Interessen. Zur Stärkung der öffentlichen Akzeptanz der Bodendenkmalpflege in der Großstadtgemeinde wurde eine neue Schriftenreihe der Unteren Denkmalbehörde, Duisburger Denkmalthemen, installiert. Daneben wurden die bereits in der Wissenschaft etablierten Reihen Archäologie und Denkmalpflege in Duisburg sowie Funde aus Asciburgium fortgeführt.
Wichtige neue Beiträge verfasste Herrmann zur frühen Siedlungsgeschichte von Duisburg, Huckingen und Meiderich. Bedeutung besitzt zudem seine Neubewertung des Huckinger Steinturms als ältestes erhaltenes Baudenkmal im Duisburger Stadtgebiet, dessen Anfänge noch in das 12. Jahrhundert zurückreichen. Bedeutung besaß der Turm zunächst wohl als Zollstätte an der wichtigen Wegeverbindung zwischen den Königspfalzen von Duisburg und Kaiserswerth.
Im Kulturhauptstadtjahr 2010 wurde im Stadtmuseum eine gemeinsame Ausstellung von Kultur- und Stadthistorischem Museum Duisburg und Stadtarchäologie gezeigt. Unter dem Titel Hömma, der Kaiser kommt! Hafen, Markt und Stadt im Mittelalter wurden im Rahmen der Veranstaltungen von Ruhr 2010 wichtige Funde aus Duisburg gezeigt, ergänzt durch nationale und internationale Leihgaben. Zur Ausstellung ist ein Begleitbuch von Herrmann erschienen, das Kindern wie Erwachsenen Einblick in die mittelalterliche Geschichte der Stadt gibt.

### Archäologischer Dienst Kanton Bern
2011 bis 2020 war Herrmann beim Archäologischen Dienst des Kantons Bern als Bereichsleiter für Stadt-, Burgen-, Kirchenarchäologie und Bauforschung tätig. Die aktive Belebung der Schnittstellen zur Kantonalen und zur Städtischen Denkmalpflege stand im Zentrum seines dortigen Wirkens. Insbesondere die durch ihn seit einigen Jahren intensivierte bauarchäologische Untersuchung des ländlichen und städtischen Hausbestands schaffen für die historische Hausforschung zwischen Mittel- und Oberland im Kanton Bern eine neue Basis. Darüber hinaus entwickelte sich unter seiner wissenschaftlichen Führung die Sanierung und Pflege von Ruinen zu einem wichtigen Arbeitsfeld der Archäologie im Kanton Bern. Hervorzuheben sind insbesondere Sanierungen an der Ruine des frühneuzeitlichen Kurbads in Weissenburg/Simmental, an der mittelalterlichen Kirchenruine Ringgenberg-Goldswil bei Interlaken und am Kirchenrest des Cluniazenserpriorats Rüeggisberg. Wichtige wissenschaftliche Ergebnisse legte er u. a. zur Geschichte und Struktur der Stadt Unterseen im 13. bis 15. Jahrhundert, zum "Cappeli" im Stockental, zum Heidenhaus von Ringoldingen, zum Cluniazenserpriorat Hettiswil, zur Befestigung der Stadt Thun und zur Bauernhausforschung vor. Kulturhistorische Bedeutung besitzt die Entdeckung einer traditionellen Ziegelhütte in Péry im Berner Jura, die inzwischen in das Freilichtmuseum Ballenberg versetzt wurde. Sie stammt gemäß vorliegenden Dendrodaten aus dem Jahr 1763 und kann demnach als älteste erhaltene frühindustrielle Anlage ihrer Art im Kanton Bern und als eine der ältesten in der Schweiz gelten.

### Zweckverband Niederbayerische Freilichtmuseen
Im Juni 2020 wechselte Herrmann als Museumsleiter zum Zweckverband Niederbayerische Freilichtmuseen Massing im Rottal und Finsterau im Bayerischen Wald. Im November gab der Museumsträger bekannt, dass nach Auslaufen der sechsmonatigen Probezeit man die Zusammenarbeit mit Herrmann beenden möchte.

### Freilichtmuseum Ballenberg
Seit Juli 2021 ist er Bereichsleiter Architektur und Hausforschung im Freilichtmuseum Ballenberg (Berner Oberland) in der Schweiz.

## Werke

### Monografien
- Ein Handwerks- und Gewerbequartier der Pfalz Duisburg – archäologische Ausgrabungen zwischen Münz- und Schwanenstraße. Studien zur Archäologie Europas 24, Bonn 2014, ISBN 978-3-7749-3923-3.
- Neues zum Mittelalter an Rhein und Ruhr. Duisburg, Huckingen, Mittelmeiderich. Archäologie und Denkmalpflege in Duisburg 9., Verlag Dr. Faustus, Duisburg 2009, ISBN 978-3-933474-64-3.
- Der Markt der Stadt Halle im Mittelalter. Ausgrabungen zu Marktkirche, Kirchhof und erzbischöflichem Kaufhaus. Veröffentlichungen des Landesamtes für Denkmalpflege und Archäologie Sachsen-Anhalt – Landesmuseum für Vorgeschichte, Band 70, Halle (Saale) 2018, ISBN 978-3-944507-31-6.
- Der Marktplatz von Halle. Archäologie und Geschichte. In: Archäologie in Sachsen-Anhalt, Sonderband 10. Landesamt für Denkmalpflege und Archäologie Sachsen-Anhalt, Halle (Saale) 2008, ISBN 978-3-939414-25-4.
- Die Entwicklung von Halle (Saale) im frühen und hohen Mittelalter. Topographie und Siedlungsentwicklung im heutigen Stadtgebiet von Halle (Saale) vom 7. bis zur Mitte des 12. Jahrhunderts aus archäologischer Sich. Veröffentlichungen des Landesamtes für Archäologie Sachsen-Anhalt, Bd. 56. Landesamt für Archäologie Sachsen-Anhalt – Landesmuseum für Vorgeschichte, Halle (Saale) 2001, ISBN 3-910010-62-8.
- Ergebnisse der stadtkernarchäologischen Untersuchungen im Randbereich der hochmittelalterlichen Stadt Haßfurt a. Main. Materialhefte zur Archäologie des Mittelalters und der Neuzeit, Band 1. Verlag Marie Leidorf GmbH, Espelkamp 1995, ISBN 3-924734-75-5.

### Wissenschaftliche Beiträge
- Das "Cappeli" im Stockental.  Archäologie Bern 2018. Jahrbuch des Archäologischen Dienstes des Kantons Bern 2018, ISBN 978-3-9524659-9-8,155–173.
- Die Kirche des Cluniazenserprirats "Othonivilar" in Krauchthal, Hettiswil. Archäologie Bern 2018. Jahrbuch des Archäologischen Dienstes des Kantons Bern 2018, ISBN 978-3-9524659-5-0, 155–173.
- Neues zur Baugeschichte des Burgitors auf dem Thuner Schlossberg. Archäologie Bern 2018. Jahrbuch des Archäologischen Dienstes des Kantons Bern 2018, ISBN 978-3-9524659-5-0, 174–183.
- Farbe, Putz und Kalkstein – Die Fassaden dreier Rebhäuser des 16. bis 18. Jahrhunderts in La Neuveville, Kanton Bern. Fassaden – Historische Gestaltung von Bauten und des öffentlichen Raumes. Jahrbuch für Hausforschung 65, 2018, ISBN 978-3-7319-0711-4, 173–182.
- Aktuelle Projekte der archäologischen Bauforschung im Kanton Bern. Aus der Arbeit des Archäologischen Dienstes des Kantons Bern (ADB). In: Rainer Atzbach/Patrick Cassitti/Hauke Kenzler/Luitgard Löw (Hrsg.), Archäologie, Mittelalter, Neuzeit, Zukunft. Festschrift für Ingolf Ericsson, Bonn 2017, ISBN 978-3-7749-4096-3, 185–206.
- Einfluss lombardischer Bauhütten im Berner Oberland am Beispiel der früh- und hochmittelalterlichen Kirchenruine von Ringgenberg-Goldswil. Globalisierung. Mitteilungen der Deutschen Gesellschaft für Archäologe des Mittelalters und der Neuzeit 30/2017, ISSN 1619-148X, 59–72
- Das "Heidenhaus" in Ringoldingen/Simmental, Kanton Bern. Vom Schicksal der Dinge. Spolie – Wiederverwendung – Recycling. Mitteilungen der Deutschen Gesellschaft für Archäologie des Mittelalters und der Neuzeit 26/2014, ISSN 1619-148X, 123–130.
- Medieval Artisans’ Quarters and the Duisburg Imperial Palace. In: medieval and modern matters. Archaeology an Material Culture in the Low Countries 4/2013, Turnhout 2016, ISBN 978-2-503-53108-3, S. 81–94.
- Duisburg, ein bedeutender Siedlungs- und Handelsplatz zwischen Spätantike und Mittelalter – Neue archäologische Funde und Strukturen aus dem Duisburger Stadtgebiet. Zeitschrift „Rhein Maas“. Studien zur Geschichte, Sprache und Kultur 2, 75–107. Universitätsverlag Rhein-Ruhr, Duisburg 2011.
- Duisburg im hohen Mittelalter – Funde und Strukturen aus der Blütezeit der Pfalz- und Handelsstadt – AufRuhr 1225! Ritter, Burgen und Intrigen Das Mittelalter an Rhein und Ruhr, Ausstellungskatalog, S. 159–171. Verlag Philipp von Zabern, Mainz am Rhein 2010.
- Die Duisburger Stadtbefestigung. Ein wertvolles Denkmal der mittelalterlichen Stadt. In: M. Gläser (Hrsg.), Kolloquium zur Stadtarchäologie im Hanseraum VII. Die Stadtbefestigung, Verlag Schmidt-Römhild KG, Lübeck 2010, S. 29–342.
- Rheinfränkischer Landesausbau der Karolingerzeit in Nordostbayern, am Beispiel der Burg „Greuth“, Ldkr. Roth. Germania 86/2, 2008, Verlag Philipp von Zabern, Mainz am Rhein 2010, S. 729–761.
- Die frühmittelalterliche Burg „Greuth“ in der Schwarzachaue bei Greding-Obermässing, Lkr. Roth – Beiträge zur Archäologie in Mittelfranken 9, Verlag Dr. Faustus, Büchenbach 2008, S. 209–232.
- Archäologischer Nachweis einer mittelalterlichen Rechtsgrenze auf dem Abtswörth in Bamberg. Historischer Verein Bamberg, Bericht 142. Selbstverlag Historischer Verein Bamberg e. V., Bamberg 2006, S. 19–46.
- Die Anfänge der Inselstadt um Sankt Martin in Bamberg – Bericht der Bayerischen Bodendenkmalpflege 45/46, 2004/05, Bayerisches Landesamt für Denkmalpflege, München 2006, S. 271–280.
- Vom karolingischen Grenzkastell zur Salzstadt an der Wende vom Hoch- zum Spätmittelalter. In: W. Freitag/A. Ranft (Hrsg.), Geschichte der Stadt Halle, Bd. 1, Mitteldeutscher Verlag, Halle (Saale) 2006, S. 15–52.
- Die urbs und civitas Giebichenstein im frühen und hohen Mittelalter. In: W. Freitag/A. Ranft (Hrsg.), Geschichte der Stadt Halle, Bd. 1, Mitteldeutscher Verlag GmbH, Halle (Saale) 2006, ISBN 3-89812-383-9, S. 91–98.
- Hölzerne Straßenreste aus dem hohen Mittelalter in der Lugbank in Bamberg. Jahrbuch Weltkulturerbe Bamberg, Band 1 – 2000/2001, Collibri-Verlag, Bamberg 2001, S. 13–30.
- Stadtkernarchäologische Untersuchungen im Bereich des ehemaligen Schulhofs an der Engelmeßgasse in Haßfurt a. Main – Beiträge zur Archäologie in Unterfranken. Mainfränkische Studien 64, Verlag Dr. Faustus, Büchenbach 2000, S. 205–218.
- Steinkern und Ständerbau. Auf den Spuren eines mittelalterlichen bis frühneuzeitlichen Anwesens in Wunsiedel, Lkr. Wunsiedel i. Fichtelgebirge. Bericht der Bayerischen Bodendenkmalpflege 38, 1997, Bayerisches Landesamt für Denkmalpflege, München 1998(in Zusammenarbeit mit J. Müller), S. 201–238.
- Archäologische Beiträge zur Entwicklungsgeschichte der Querfurter Stadtbefestigung. Jahresschrift für mitteldeutsche Vorgeschichte, Bd. 79, Landesamt für Archäologie Sachsen-Anhalt – Landesmuseum für Vorgeschichte, Halle (Saale), 1997, S. 227–246.
- Stadtkernarchäologische Untersuchungen in der Stadt Weißenfels an der Saale. Jahresschrift für mitteldeutsche Vorgeschichte, Bd. 78, Landesamt für Archäologie Sachsen-Anhalt – Landesmuseum für Vorgeschichte, Halle (Saale), 1996, S. 81–157.
- Ein frühneuzeitlicher Goldröstofen auf dem Goldberg bei Goldkronach. Das Archäologische Jahr in Bayern 1994, Konrad Theiss Verlag, Stuttgart 1995, S. 181–183.
- Hochmittelalterliche Kellergruben im Bereich der Flur „Kohlstatt“ am Südrand der Stadt Scheßlitz. Das Archäologische Jahr in Bayern 1993, Konrad Theiss Verlag, Stuttgart 1994, S. 152–155.

### Populärwissenschaftliche Werke
- Kirchenruine St. Peter Goldswil. Festschrift zur Sanierung 2015 bis 2017. Einwohnergemeinde Ringgenberg (Hrsg.) 2017, ISBN 978-3-905817-82-9.
- Die mittelalterliche Kirchenruine St. Peter auf dem Kirchhubel Goldswil. In: Uferschutzverband Thuner- und Brienzersee, Jahrbuch 2016, S. 121–154.
- Frühneuzeitliche Reb- und Herbsthäuser am Bielersee. In: Seebutz. Heimatbuch des Seelandes und Murtenbiets 2016, ISSN 2296-4347, S. 79–90.
- Bad Weissenburg. Hinteres Bad. Restaurierung 2014–2015. Verein Bad und Thermalquelle Weissenburg. Därstetten 2015, ISBN 978-3-033-05217-8.
- Die Residenz in Hilpoltstein – Ein glanzvoller Ort der Wittelsbacher Herrschaftsgeschichte. Schriftenreihe Museum Schwarzes Roß Hilpoltstein, Band 5. Stadt Hilpoltstein, Hilpoltstein 2012.
- Der Kaiser kommt! Hafen, Markt und Stadt Duisburg im Mittelalter. Kultur- und Stadthistorisches Museum Duisburg. Mercator Verlag, Duisburg 2010, ISBN 978-3-87463-466-3.
- Duissern. Ein Duisburger Stadtteil mit königlicher Geschichte. Duisburger Denkmalthemen 10. Stadt Duisburg, Duisburg 2011, ISBN 978-3-89279-674-9.
- Walsum – Archäologie und Geschichte eines Ortsteils. Duisburger Denkmalthemen 8. Stadt Duisburg, Duisburg 2010, ISBN 978-3-89279-671-8.
- 2000 Jahr Duisburg – Entstanden in römischer Zeit. Duisburger Denkmalthemen 7. Stadt Duisburg, Duisburg 2010, ISBN 978-3-89279-668-8 (zusammen mit J. Milz und K. Schilling).
- Die mittelalterliche Pfarrkirche St. Georg in Mittelmeiderich. Duisburger Denkmalthemen 5. Stadt Duisburg, Duisburg 2009, ISBN 978-3-89279-653-4.
- RuhrZeiten. Hafen, Pfalz- und Bürgerstadt – Visualisierungen zu Duisburg. Duisburger Denkmalthemen 4. Stadt Duisburg, Duisburg 2008, ISBN 978-3-89279-648-0.
- Der Huckinger Steinturm im Licht aktueller Forschung. Duisburger Denkmalthemen 3. Stadt Duisburg, Duisburg 2008, ISBN 978-3-89279-647-3 (zusammen mit M. Hensch).
- Führer zur Burg Hilpoltstein. Von der mittelalterlichen Reichs- und Ministerialenburg zum frühneuzeitlichen Schloss. Schriftenreihe Museum Schwarzes Roß, Band 4. Verlag Dr. Faustus, Büchenbach 2007, ISBN 978-3-933474-47-6.
- Die Stadt Halle – Vom karolingischen Grenzkastell zur spätmittelalterlichen Bürgerstadt. Kleine Hefte zur Archäologie in Sachsen-Anhalt 5. Landesamt für Archäologie und Denkmalpflege Sachsen-Anhalt, Halle (Saale) 2005. ISBN 3-910010-98-9 (zusammen mit O. Specht).
- Johann Christoph Sturm. Der Wahrheit auf der Spur. Schriftenreihe Museum Schwarzes Roß, Band 3 Verlag Dr. Faustus, Büchenbach 2003, ISBN 3-933474-26-4 (Herausgeber).
- Felsen – Quader – Steingemäuer. Schriftenreihe Museum Schwarzes Roß, Band 2. Verlag Dr. Faustus, Büchenbach 2003, ISBN 3-933474-25-6 (zusammen mit K. Th. Platz).
- Bäume – Balken – Fachwerkbauten. Schriftenreihe Museum Schwarzes Roß, Band 1. Verlag Dr. Faustus, Büchenbach 2002, ISBN 3-933474-21-3 (zusammen mit K. Th. Platz).